# Soirs d'orage
Ne doit pas être confondu avec Un soir d'orage.
Pour plus de détails, voir Fiche technique et Distribution.
Soirs d'orage (The Woman Disputed) est un film muet américain, avec des séquences sonorisées, réalisé par Henry King et Sam Taylor, sorti en 1928.

## Synopsis
Paul Hartman, un officier autrichien, et son ami Nika Turgenov, un fier lieutenant russe, en permission à Lemberg, cherchent ensemble à aider Mary Ann Wagner, une prostituée avec un cœur noble. La guerre est déclarée entre la Russie et l'Autriche, et les deux hommes reçoivent l'ordre de rejoindre leur régiment respectif. Mary promet à Paul de l'épouser, et Nika jure qu'il se vengera. Plus tard, une unité de l'armée russe commandée par Nika occupe Lemberg, et Mary doit se soumettre aux étreintes de Nika afin d'obtenir la libération d'un espion. Le lendemain, l'armée autrichienne, grâce aux informations fournies par l'espion, reprend la ville. Paul apprend le sacrifice de Mary et refuse d'abord de lui pardonner. Mais quand 10 000 hommes se mettent à genoux devant elle pour la remercier, Paul les rejoint.

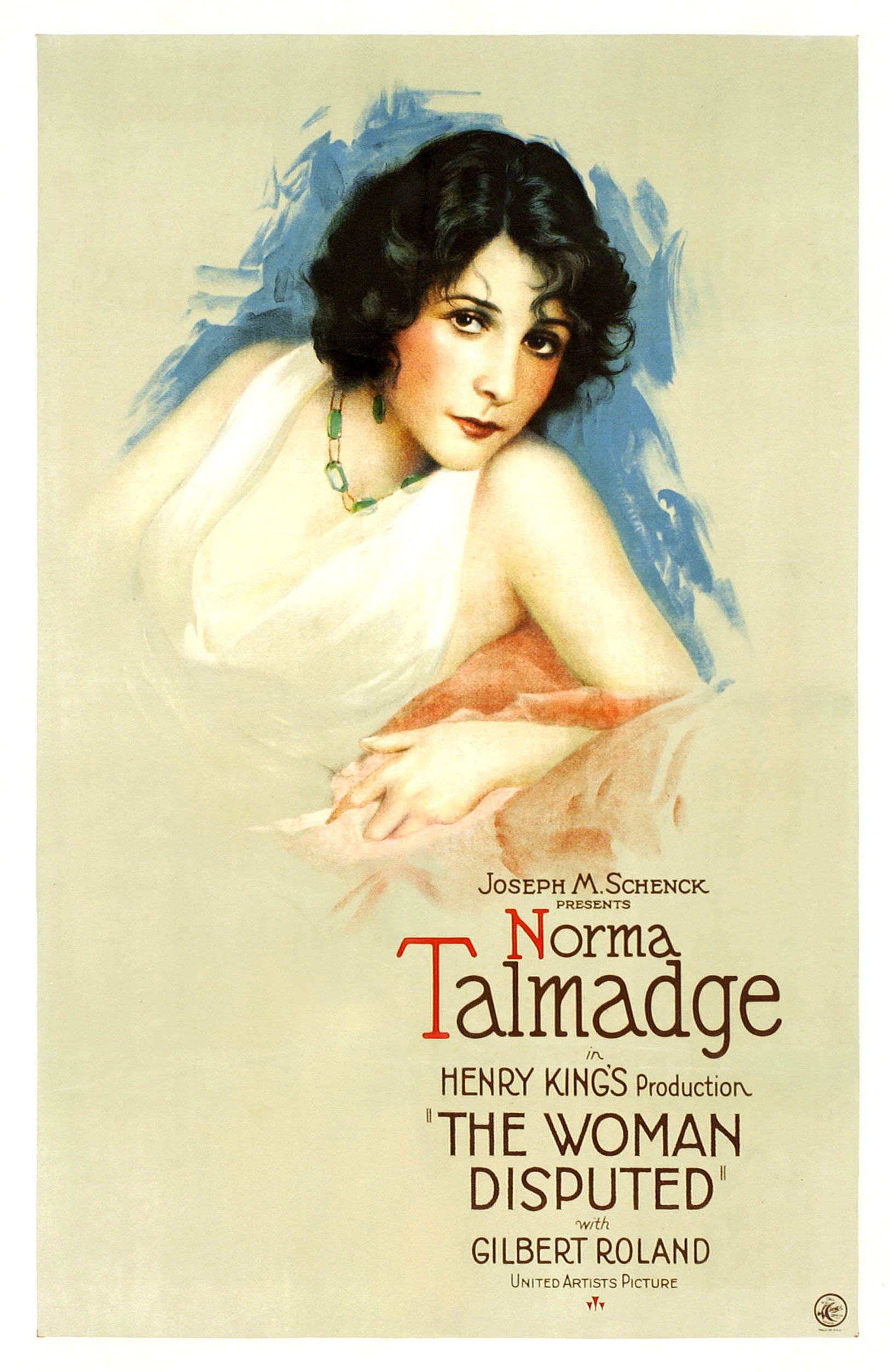
Affiche publicitaire du film

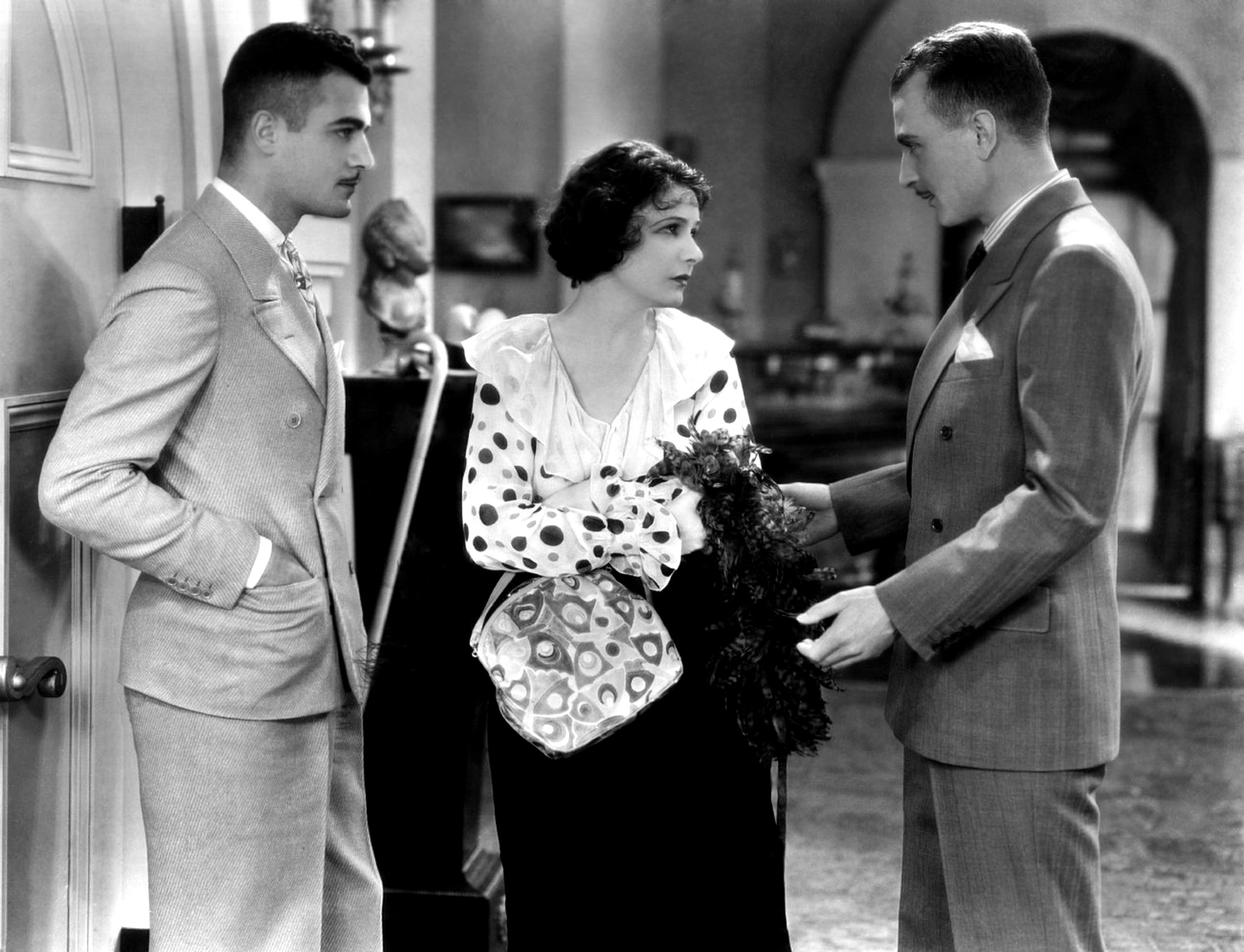
Gilbert Roland, Norma Talmadge et Arnold Kent

## Fiche technique
- Titre original : The Woman Disputed
- Titre français : Soirs d'orage
- Réalisation : Henry King et Sam Taylor
- Scénario : C. Gardner Sullivan, d'après la pièce The Woman Disputed[1] de Denison Clift
- Direction artistique : William Cameron Menzies
- Photographie : Oliver Marsh
- Montage : Hal Kern
- Musique : Hugo Riesenfeld
  - Chanson : Woman Disputed, I Love You, paroles et musique de Edward Grossman et Ted Ward
- Production : Joseph M. Schenck
- Société de production : Joseph M. Schenk Productions
- Société de distribution : United Artists Corporation
- Pays de production :  États-Unis
- Langue : anglais
- Format : Noir et blanc - 35 mm - Muet avec des séquences sonorisées (Western Electric Movietone sound-on-film sound system)
- Genre : Film dramatique
- Durée : 87 minutes
- Dates de sortie :
  - États-Unis : septembre 1928

## Distribution
- Norma Talmadge[2] : Mary Ann Wagner
- Gilbert Roland : Paul Hartman
- Arnold Kent : Nika Turgenov
- Boris de Fast : le passant
- Michael Vavitch : le père Roche
- Gustav von Seyffertitz : Otto Krueger
- Gladys Brockwell : la comtesse
- Nicholas Soussanin : le comte